# Vodnář Belcherův
Vodnář Belcherův (Hydrophis belcheri) je mořský jedovatý had z čeledi korálovcovitých.
Má celkem mírnou povahu, takže než kousne člověka, musí se cítit v ohrožení. Objekty jeho útoků bývají často rybáři vytahující sítě. Asi jen čtvrtina z nich bývá ohrožena, protože při kousnutí vpraví had do rány jen malé množství jedu. Síla vodnářova jedu proto bývá často zpochybňována. Dýchá vzduch a tak se musí občas vydat na hladinu, či na pevninu.

## Popis
Vodnář Belcherův dorůstá délky 0,5–1 m. Jeho tenké tělo má obvykle chromově žlutou barvu s modrozelenými pruhy. Mimo vodu se barva těla jeví jako žlutavá. Hlava je malá a má stejnou barvu jako pruhy. Tlama je malá, ale k životu ve vodě postačuje. Ocas je ploutvovitý, uzpůsobený k plavání.
Vodnář dokáže vydržet pod vodou 7 až 8 hodin, a dokonce tam i spát, pak se ale musí vynořit a nadechnout.

## Výskyt
Vodnář Belcherův žije ve vodách Indického oceánu v oblasti Filipín, Thajského zálivu, Nové Guiney, Šalomounových ostrovů, Timorského moře a při severním pobřeží Austrálie.

## Potrava
Na pevninu vylézá jen zřídka a živí se rybami a korýši.